# Pytilia afra
Pytilia afra là một loài chim trong họ Estrildidae.